# Lista de bairros de Guajará-Mirim
Esta é uma lista dos bairros de Guajará-Mirim, que são as divisões oficiais do município brasileiro supracitado. Guajará-Mirim está localizado no interior do estado de Rondônia, sendo o oitavo município mais populoso do estado.  As áreas e as subdivisões  apresentadas estão de acordo com a prefeitura da cidade, enquanto os dados populacionais foram coletados pelo Instituto Brasileiro de Geografia e Estatística (IBGE) durante o censo realizado no ano de 2010 e os dados dos domicílios estão de acordo com aquele instituto em 2000.
Em 2010, Guajará-Mirim era composta por 15 bairros oficiais, distribuídos entre a área urbana e área rural do município; além de povoados rurais, comunidades ribeirinhas, de loteamentos e bairros não-oficiais. Segundo o IBGE, o mais populoso era o bairro de Santa Luzia, com uma população de 3 978 habitantes, seguido pelo Jardim das Esmeraldas , apresentando 3 776 habitantes, e pelo Tamandaré , com 3 373  habitantes. 

## Bairros de Guajará-Mirim
| Bairros oficiais de Guajará-Mirim |            |            |            |                         |
| Bairro                            | Habitantes | Habitantes | Habitantes | Domicilios particulares |
| Bairro                            | Homens     | Mulheres   | Total      | Domicilios particulares |
| Caetano                           | 895        | 942        | 1 837      | 591                     |
| Centro                            | 799        | 950        |            | 706                     |
| Cristo Rey                        | 445        | 452        |            | 301                     |
| Dez de Abril                      | 1 279      | 1 132      | 2 411      | 777                     |
| Fátima                            | 1 230      | 1 264      | 2 494      | 779                     |
| Jardim das Esmeraldas             | 1 921      | 1 855      | 3 776      | 1 128                   |
| Liberdade                         | 1 218      | 1 277      | 2 495      | 829                     |
| Nossa Senhora Aparecida           | 983        | 1 022      | 2 005      | 602                     |
| Próspero                          | 1 437      | 1 445      | 2 882      | 809                     |
| Santa Luzia                       | 1 940      | 2 038      | 3 978      | 1 168                   |
| Santo Antônio                     | 526        | 584        | 1 110      | 319                     |
| São José                          | 817        | 918        | 1 735      | 555                     |
| Serraria                          | 1 137      | 1 153      | 2 290      | 752                     |
| Tamandaré                         | 1 648      | 1 725      | 3 373      | 1 110                   |
| Triângulo                         | 533        | 531        | 1 064      | 288                     |